# Кубаево (Владимирская область)
Кубаево — село в Юрьев-Польском районе Владимирской области России, входит в состав Красносельского сельского поселения.

## География
Село расположено в 11 км на северо-восток от райцентра города Юрьев-Польский.

## История
В XVI веке, как видно из отказных патриарших книг 1645-1647 годов, село Кубаево было вотчиной помещиков Коробовых. В 1570 году Василий Васильевич Коробов продал Кубаево Троице-Сергиевому монастырю за 600 рублей. В том же 1570 году июня 3 дня село Кубаево купила за 400 рублей старица Александра Ситцкая «до своего живота»; по её смерти село снова перешло во владение монастыря и оставалось его вотчиной до 1764 года. В указанных патриарших книгах находим сведения: в 1593 году церковь в селе была деревянная во имя Святых благоверных князей Бориса и Глеба. «а в ней образы и книги, и свечи, и все церковное строенье монастырское, а у церкви во дворе поп, во дворе праскурница (просвирница), а крестьян 15 дворов, да бобыльских 10 дворов, церковной пашни 20 четьи в поле, сена 15 колен.» В окладных книгах Патриаршего казённого приказа 1628 года под рубрикой «Живоначальныя Троицы Сергиева монастыря в вотчинах данныя церкви в разных городах» записано: «Юрьев-Польский… церковь Бориса и Глеба в селе Кубаеве дани семь алтын с деньгою, десятильничих три алтына». В 1654 году по новому письму и дозору положено «дани рубль 25 алтын с деньгою». В 1698 году по благословению суздальского митрополита Илариона прихожане вместо обветшавшей церкви построили новую, тоже деревянную. В 1788 году она была перестроена, из сохранившейся договорной грамоты видно: трапеза расширена на южную и северную стороны, причём южные паперти сломаны; прорублено с южной стороны полукруглое окно, а с северной устроены глухие паперти, сделаны в церкви три круглых окна, снаружи она обшита тёсом, глава обита жестью. В 1855 году средствами прихожан заложена каменная церковь, тёплый придел построен в 1856 году и освящён в честь Преподобного Сергия Радонежского чудотворца, холодная же церковь с главным престолом в честь Святых страстотерпцев Борис и Глеба окончена строением и освящена в 1860 году. В 1850 году построена каменная колокольня, сохранилась до настоящего времени, но в советское время была закрыта и разорена, ограда сломана.
В конце XIX — начале XX века село входило в состав Паршинской волости Юрьевского уезда.
С 1929 года село входило в состав Малолучинского сельсовета Юрьев-Польского района, с 1965 года — в составе Городищенского сельсовета.

## Население
| 1859 |
| ---- |
| 263  |

| 1859 | 1905 | 2002 | 2010 | 2021 |
| ---- | ---- | ---- | ---- | ---- |
| 263  | ↗420 | ↘85  | ↘46  | ↘25  |

## Достопримечательности
В селе находится действующая Церковь Бориса и Глеба (1855-1860).